# Kalajiao
Kalajiao (kinesiska: 卡拉脚乡, 卡拉脚) är en socken i Kina. Den ligger i provinsen Sichuan, i den sydvästra delen av landet, omkring 230 kilometer nordväst om provinshuvudstaden Chengdu.
Genomsnittlig årsnederbörd är 988 millimeter. Den regnigaste månaden är juni, med i genomsnitt 215 mm nederbörd, och den torraste är december, med 2 mm nederbörd.